# سیتی گیت
سیتی گیت (انگلیسی: City Gate) ساختمان اداری ۲۷ طبقه مستقر در شهر فرانکفورت است، که در سال ۱۹۶۶ احداث گردید.